# Comma (Modemarke)

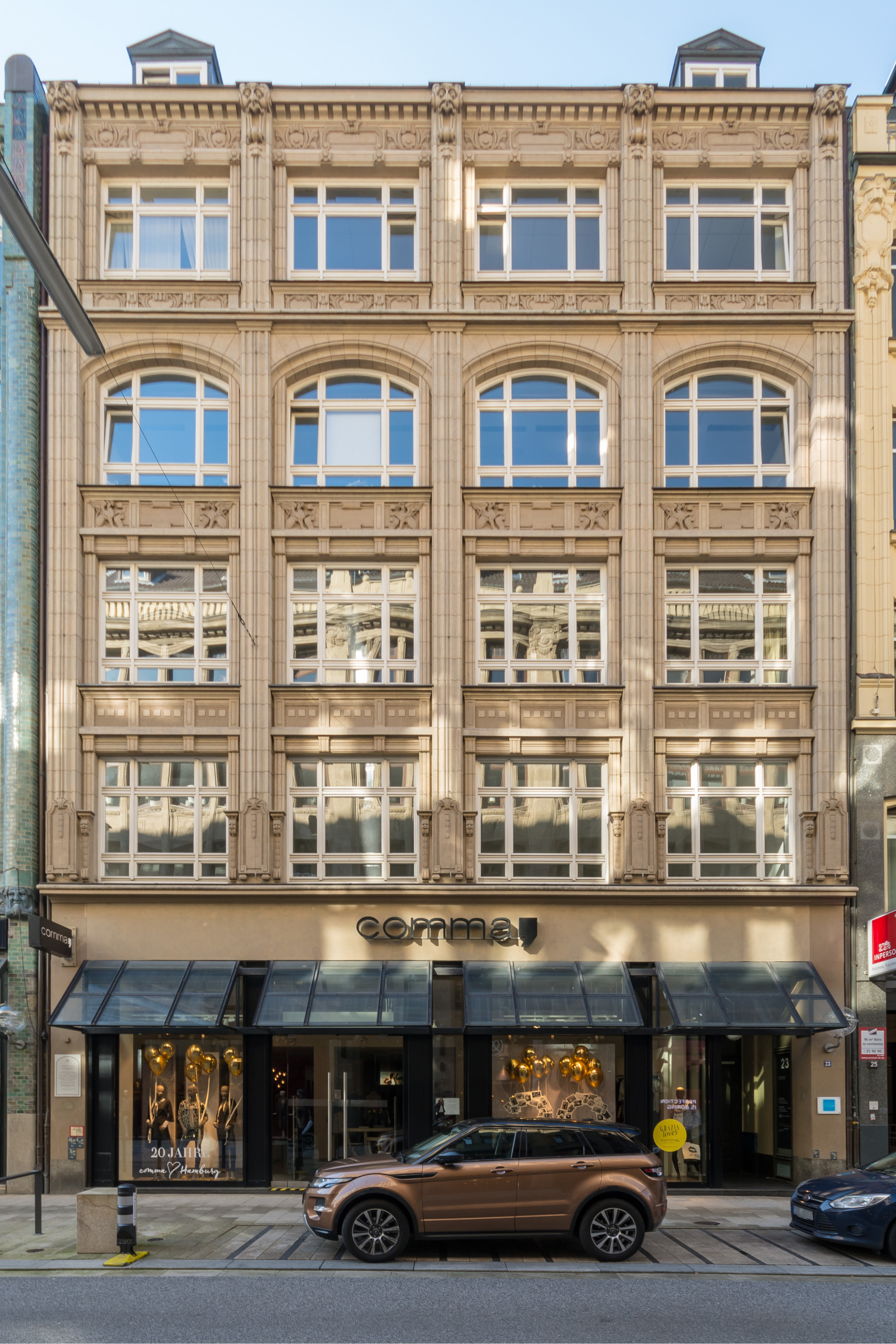
Ehem. Comma-Geschäft in Hamburg, 2017

Comma (Eigenschreibweise: comma,) ist eine Damen-Modemarke des Rottendorfer Unternehmens s.Oliver Bernd Freier GmbH & Co KG. 2017 war Comma in über 25 Ländern vertreten und erwirtschaftete einen Jahresumsatz von 237 Millionen Euro.

## Geschichte
Comma wurde 1973 in Düsseldorf als Marke für Businesskleidung für Frauen gegründet. 1997 wurde die comma Textilhandel GmbH im deutschen Handelsregister eingetragen. 2001 übernahm Bernd Freier die Comma-Markenrechte und führte sie mit der 1993 gegründeten Chaloc Textilhandel GmbH, einer Tochtergesellschaft der s.Oliver Bernd Freier GmbH & Co.KG, zusammen. Damit wurde die Marke Chaloc im s.Oliver-Sortiment aufgelöst und durch Comma ersetzt, für die 12 Kollektionen im Jahr entwickelt wurden. 2002 wurden Chaloc und Comma in die comma Textilhandel GmbH umfirmiert, weiterhin als vollständiges s.Oliver-Tochterunternehmen.
Von 2007 bis 2020 war Sonja Balodis Comma-Geschäftsführerin. Unter ihrer Leitung erfolgte ein Trading Up, um die Flächenproduktivität zu erhöhen. Die comma Textilhandel GmbH wurde 2008 in comma, GmbH umbenannt.  Nachdem die Firma bis dahin Tochtergesellschaft der s.Oliver Bernd Freier GmbH & Co. KG gewesen war, etablierte sie sich 2009 als eigene Firma innerhalb der s.Oliver-Group. Im gleichen Jahr wurde die neue Firmenzentrale in Rottendorf eröffnet, Comma stieg in den Onlinehandel ein und eröffnete Flagship-Stores in Frankfurt am Main und Wien. Von 2010 bis 2015 übernahm Armin Fichtel den Vorsitz der Comma-Geschäftsführung.
2016 wurde die comma, GmbH zur comma, GmbH & Co. KG, mit der comma, Verwaltung GmbH als Komplementär. Diese wurde im August 2021 zur s.Oliver Sales Verwaltung GmbH umfirmiert und führt seitdem die Marken comma und comma casual identity. Seit 2017 erfuhr Comma keine großen Zuwächse mehr, im Pandemiejahr 2020 folgten Umsatzeinbußen im zweistelligen Millionenbereich, so dass es zu Umstrukturierungen kam. Comma stellt seither eine Division in der s.Oliver-Group dar. Sie wird seit 2020 von Francisco Droege als Global Business Director geleitet.

## Marken
Zur comma-Markenfamilie gehören comma und comma casual identity (seit 2010). Die Marke comma Designer’s choice (seit 2009) und die Sonderkollektionen comma Dresses und comma Outdoor werden nicht mehr geführt. Für Taschen und Brillen werden Lizenzen vergeben.